# Зубков, Владимир Семёнович
Владимир Семёнович Зубков (род. 14 января 1958, Москва) — советский хоккеист, защитник. Заслуженный мастер спорта СССР (1983).

## Биография
В 1976—1981 играл за «Спартак» (Москва), в 1981—1988 — за ЦСКА. В чемпионатах СССР — 408 матчей, 40 голов.
С 1988 года выступал во Франции. В 1988—1991 и 1994—1996 играл за «Амьен», в 1991—1994 — в «Шамони». В чемпионатах Франции — 280 матчей, 77 голов. В 1996—1998 — в «Нанте», в 1998—2000 — в «Шоле» (оба — Франция, I дивизион).
- Чемпион мира среди молодёжных команд 1977
- Чемпион мира и Европы 1982 и 1983.
- Обладатель Кубка Канады 1981.
- Чемпион СССР 1982—1988, второй призёр чемпионата СССР 1981, третий призёр 1979 и 1980.